# Onitis jossoi
Onitis jossoi là một loài bọ cánh cứng trong họ Bọ hung (Scarabaeidae).